# Claude Farrère

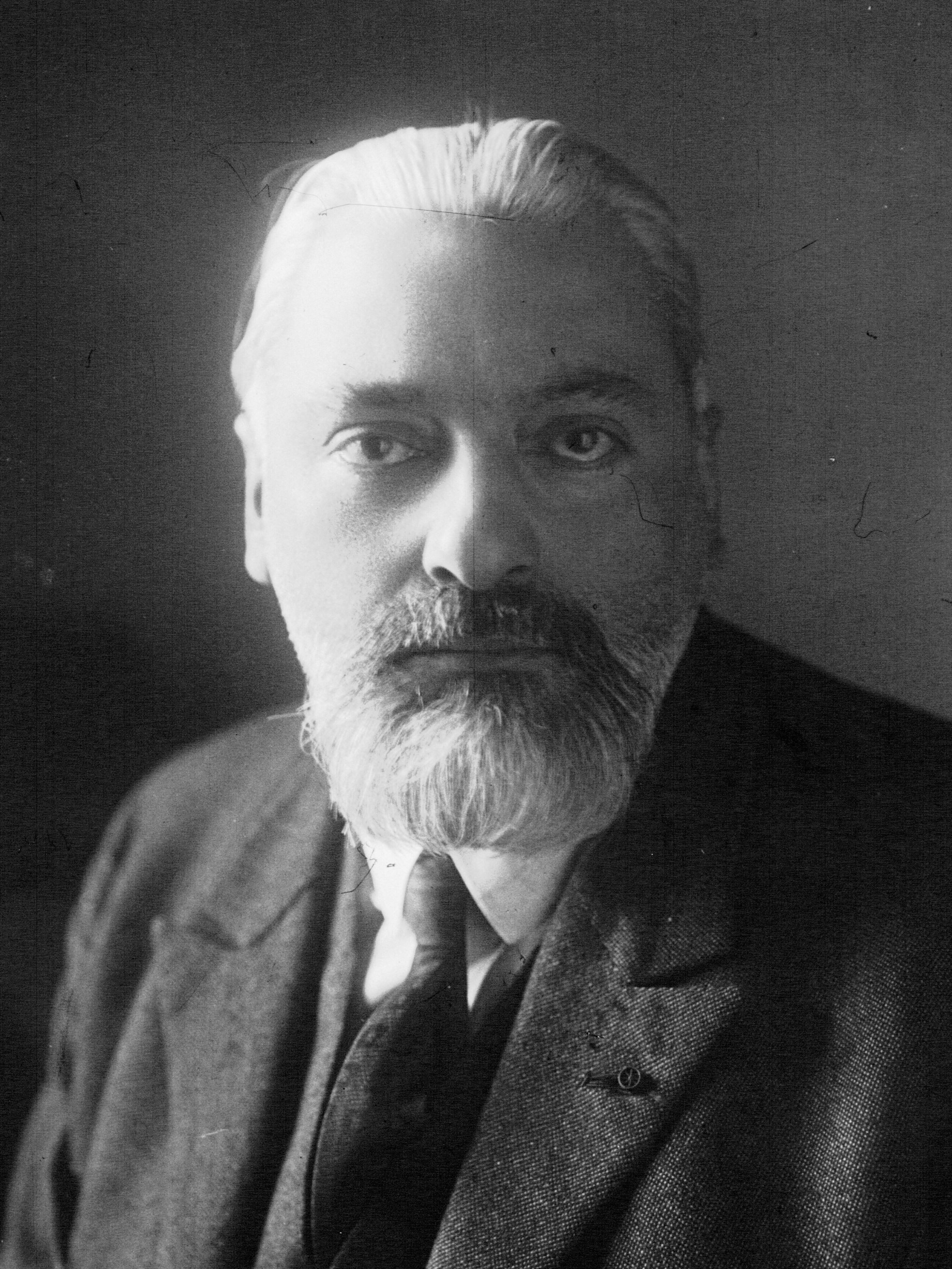
Claude Farrère, 1923

Claude Farrère, eigentlich Frédéric Charles Bargone (* 27. April 1876 in Lyon, Département Rhône; † 21. Juni 1957 in Paris) war ein französischer Schriftsteller.

## Leben
Claude Farrère stammte aus einer alten Offiziersfamilie, sein Vater ein hoher Marineoffizier. Er schlug ebenfalls eine Karriere in der französischen Marine ein. Nach dem Besuch der Marineschule diente er auf verschiedenen Posten und verließ nach dem Ersten Weltkrieg im Rang eine Korvettenkapitäns die Streitkräfte, um sich nur noch seinen literarischen Werken zu widmen. Er war Freund und Vertrauter von Pierre Loti, mit dem er den angestammten Beruf und seine Leidenschaft für das Schreiben teilte.
Am 6. Mai 1932 besuchte Farrère zusammen mit Paul Doumer, dem französischen Staatspräsidenten, eine Buchmesse für Schriftsteller, die am Ersten Weltkrieg teilgenommen hatten. Dabei wurde auf Doumer ein Attentat verübt. Er starb tags darauf an den Folgen von fünf Schüssen, während Farrère nur von einer Kugel getroffen und am Handgelenk verletzt war.
Als Nachfolger des 1934 gestorbenen Politikers Louis Barthou wählte die Académie française am 28. März 1935 Claude Farrère (Fauteuil 28).
Im Alter von 81 Jahren starb Farrère am 21. Juni 1957 in Paris und fand dort seine letzte Ruhestätte.

## Rezeption
Künstlerisch beeinflusst wurde Farrère hauptsächlich von Pierre Louÿs und Victor Segalen. Zudem empfand er nach eigenem Bekunden größte Hochachtung vor Pierre Loti und seinem Werk.
Der Parfümeur Guerlain ließ sich von Farrères Roman Die Marquise Yorisaka inspirieren und schuf ein Parfüm, das er nach der Protagonistin des Buches „Mitsouko“ benannte.

## Ehrungen
- 1905 Prix Goncourt für seinen Roman Les Civilisès.
- In Paris (16. Arrondissement), in Lyon (3. Arrondissement) und in Ermont (Département Val-d’Oise) wurden ihm zu Ehren Straßen nach ihm benannt.
- Sein Werk Stamboul brachte Kemal Atatürk dazu, eine Straße im Stadtviertel Sultanahmet im ehemaligen Stadtbezirk Eminönü von Istanbul nach ihm zu benennen (Klodfarer Caddesi).
- Die École Claude Farrère in Saint-Priest (Métropole de Lyon) trägt ebenfalls seinen Namen
- Der Prix Claude-Farrère wurde 1959 nach ihm benannt.

## Werke (Auswahl)

### Belletristik
Novellen
- Dix-sept histoires de marins. 1914.
- Quatorze histoires de soldats. Flammarion, Paris 1916.
- Aus vier Weltteilen. Novellen. Verlag Kaemmerer, Berlin 1925.

Romane
- Das Geheimnis der Lebenden. (La maison des hommes vivants. 1911). Deutsche Buchgemeinschaft, Berlin 1928.
- L’homme qui était trop grand. Paris 1936 (zusammen mit Pierre Benoît).
- Ein junges Mädchen reiste. Roman. (Une jeune fille voyagea. 1925). Verlag Die Buchgemeinde, Berlin 1933.
- Fräulein Dax. Roman. Verlag Georg Müller, München.
- Die kleinen Verbündeten. Roman. (Les petites alliées. 1910). Thespis-Verlag, München 1920.
- Kulturmenschen. Roman. (Les civilisés. 1905). Verlag Georg Müller, München 1926.
- Der letzte Gott. Roman. (Le dernier dieu.). Kiepenheuer, Potsdam 1928.
- Der Mann, der einen Mord beging. Roman. (L’homme qui assassina. 1906). Rütten & Loening, Frankfurt/M. 1909.
- Die Marquise Yorisaka. Roman. (La bataille. 1909). Verlag Georg Müller, München 1928.
- Opium. Novellen. (Fumée d'opium. 1904). Verlag Georg Müller, München 1926.
- Rivalinnen. Maschler, Berlin 1929.
- Seeräuber. Roman. (Thomas L’Agnelet, gentilhomme de fortune. 1911). Verlag Georg Müller, München 1923.
- Die Todgeweihten. Roman. (Les condamnés à mort. 1921). Verlag Drei Masken, München 1921; Deutsche Buchgemeinschaft, Berlin 1925.

Theaterstücke
- L’école de jazz. Comédie en 4 actes. 1927 (zusammen mit D. Médico, Uraufführung 21. Oktober 1927 im Théâtre Femina, Paris; eine Bearbeitung von Edgar Selwyns und Edmund Goldings Dancing Mothers.)

### Sachbücher
Biographien
- Jean-Baptiste Colbert. Grasset, Paris 1954.
- L’amiral Courbet. Vainqueur des mers de Chine. Éditions françaises d’Amsterdam, Paris 1953.
- François Darlan, amiral de France et sa flotte. Flammarion, Paris 1940.
- Mon ami Pierre Louÿs. Domatat, Paris 1954.

Militär
- Combats et batailles sur mer. Redier, Paris 1929 (zusammen mit Paul Chack).
- Histoire de Marine française. Flammarion, Paris 1956.
- Le veillée d’armes. Paris 1917 (zusammen mit Lucien Népoty).

Reisen
- Mes voyages. Flammarion, Paris 1924/26.

1. La promenade d’Extrême-Orient. 1924.
2. En Méditerranée. 1926.

- Visite aux Espagnols. Hiver 1937. Flammarion, Paris 1937.